# Reineckea carnea
Reineckea carnea là một loài thực vật có hoa trong họ Măng tây. Loài này được (Andrews) Kunth miêu tả khoa học đầu tiên năm 1844.